# Llista de peixos de Suècia

Localització de Suècia a Europa

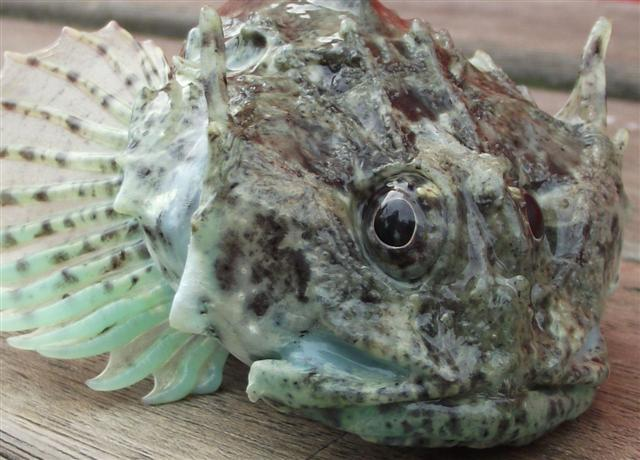
Escorpí de mar d'espines llargues (Taurulus bubalis)

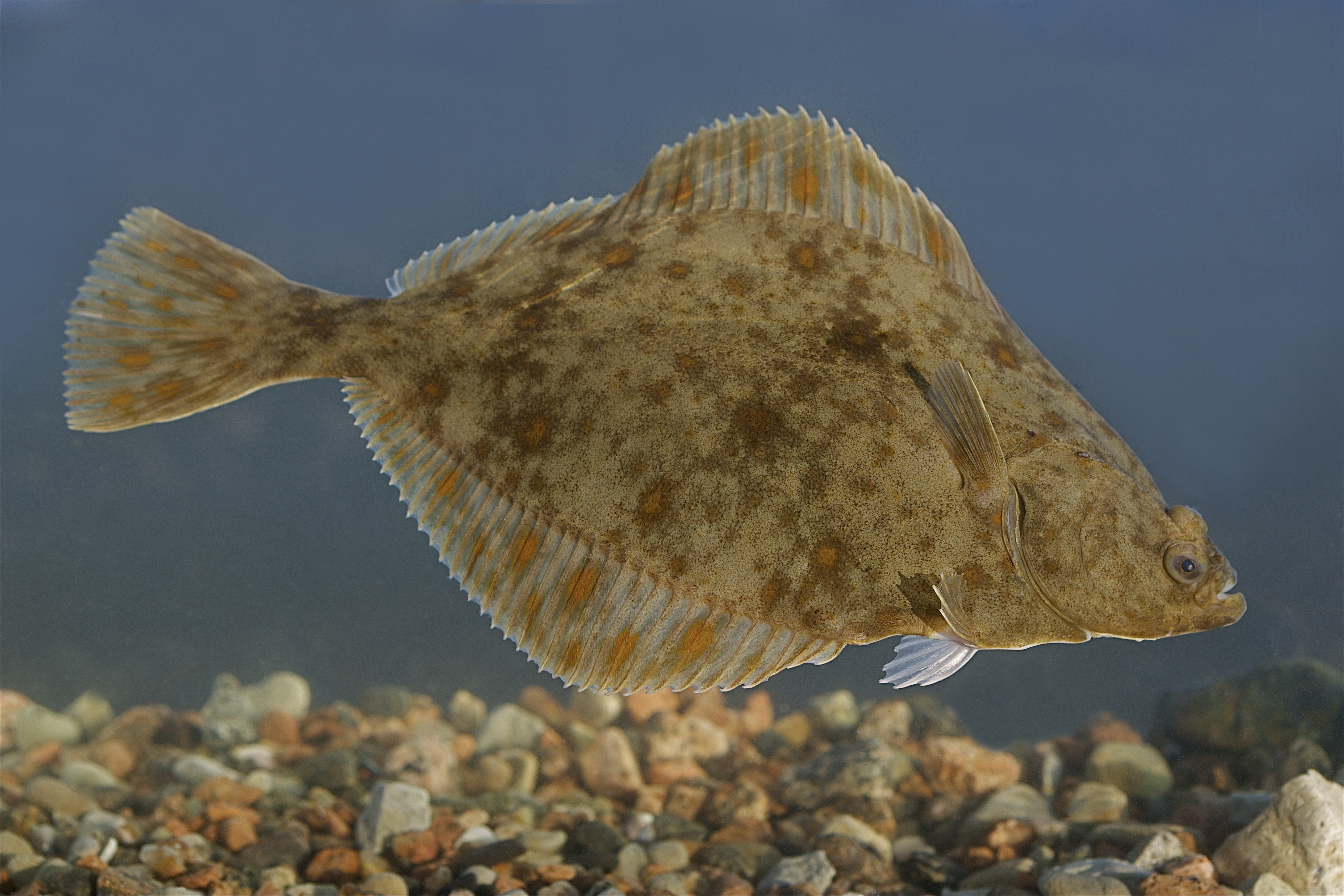
Rèmol de riu (Platichthys flesus)

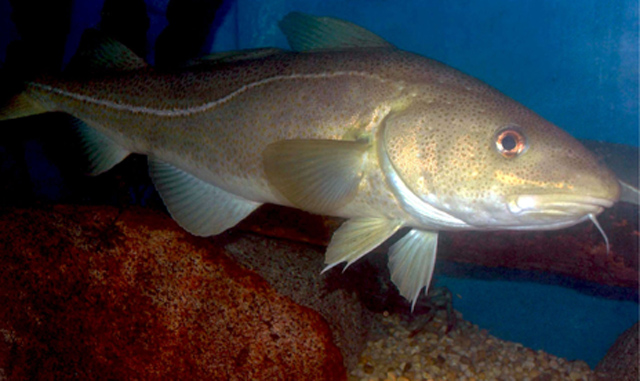
Bacallà de l'Atlàntic (Gadus morhua)

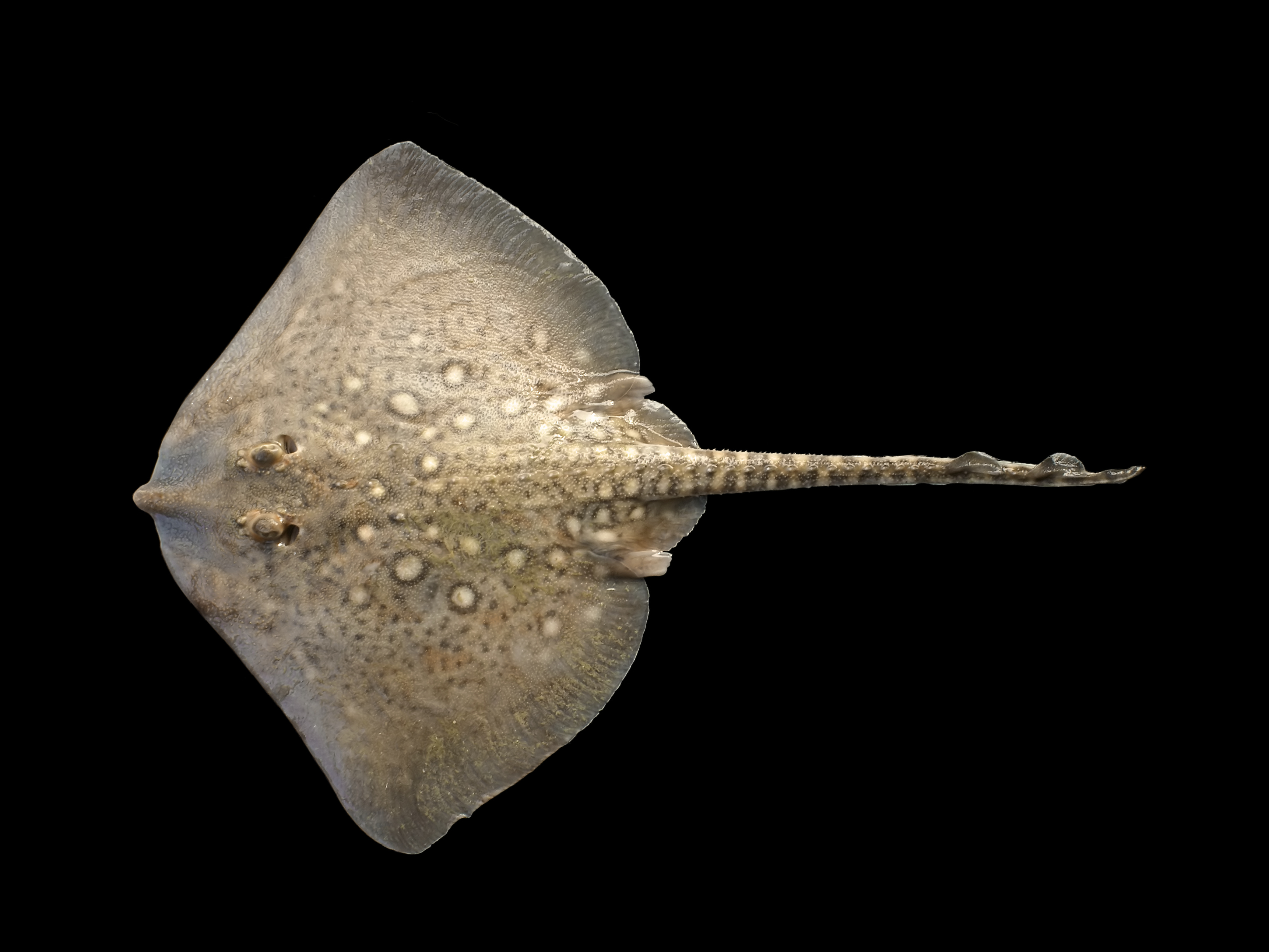
Clavellada (Raja clavata)

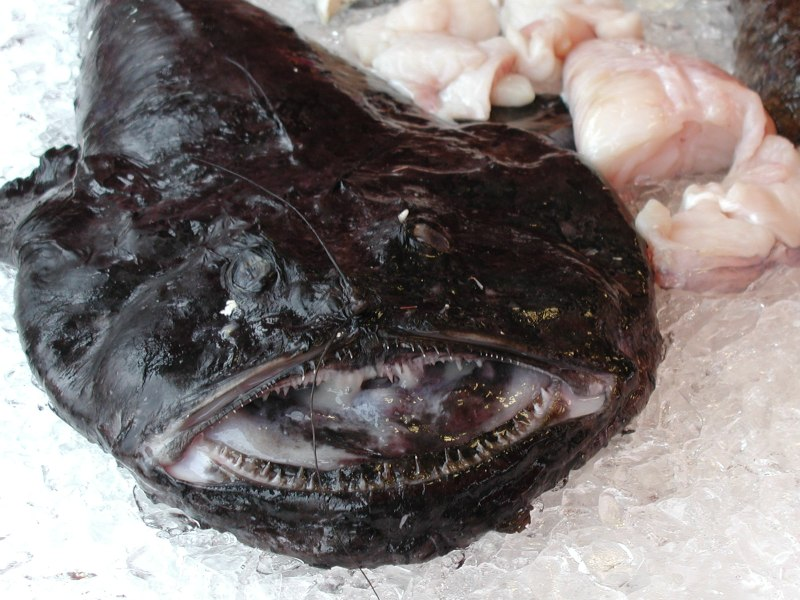
Rap (Lophius piscatorius)

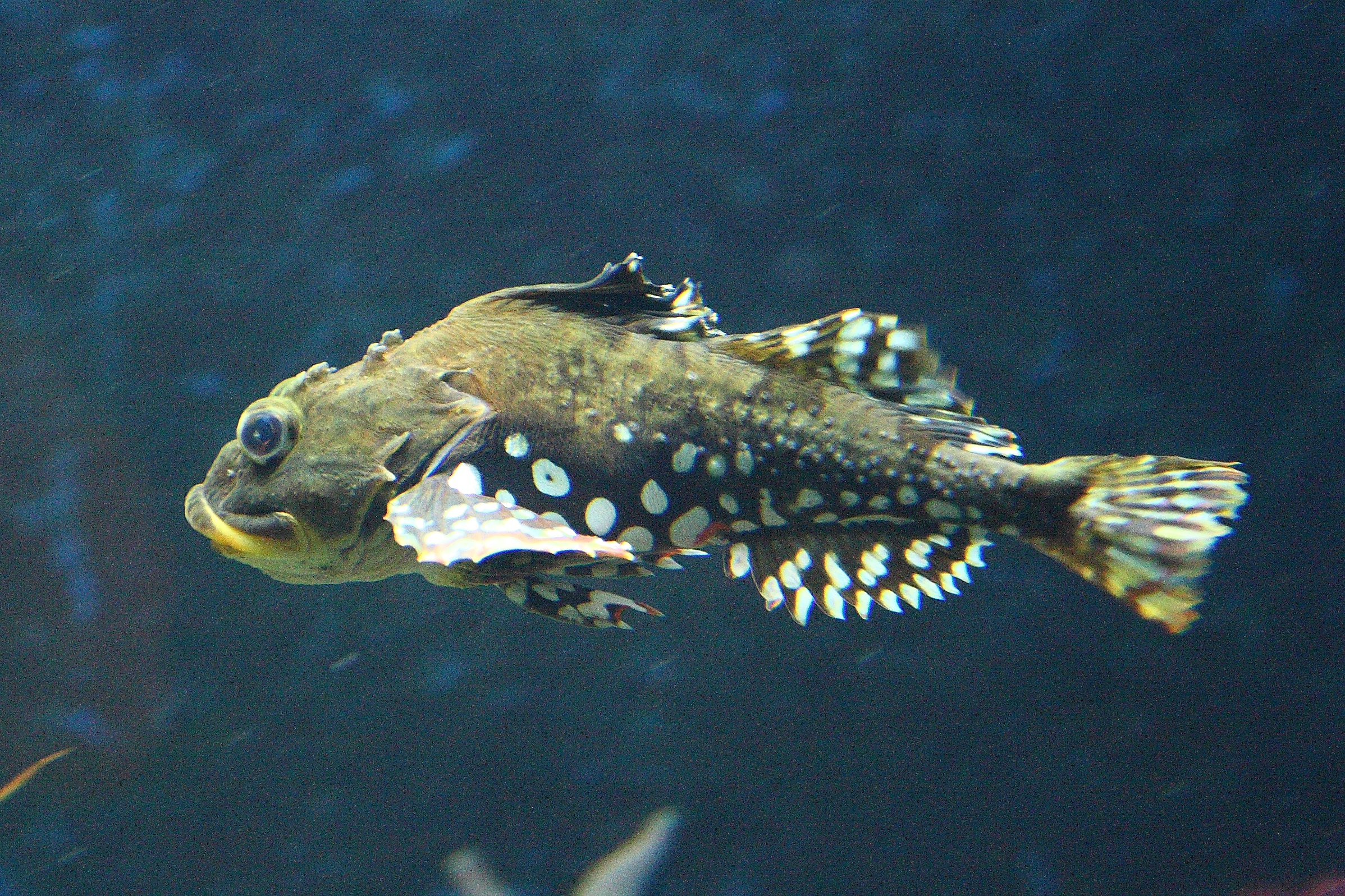
Escorpí de mar d'espines curtes (Myoxocephalus scorpius)

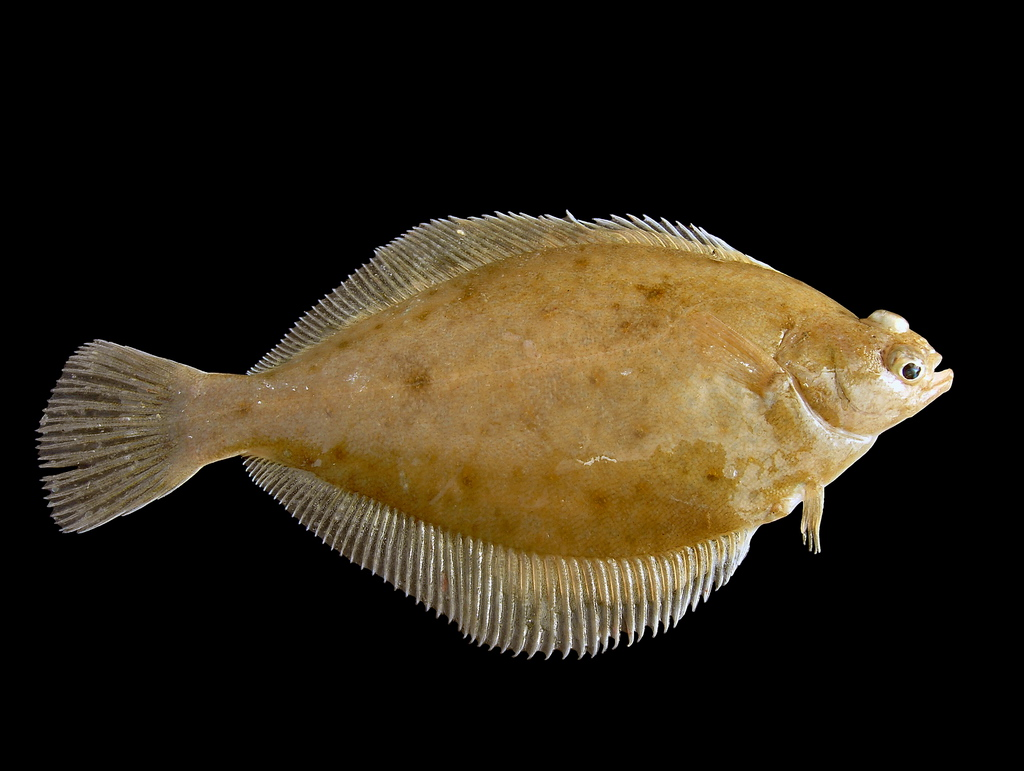
Limanda (Limanda limanda)

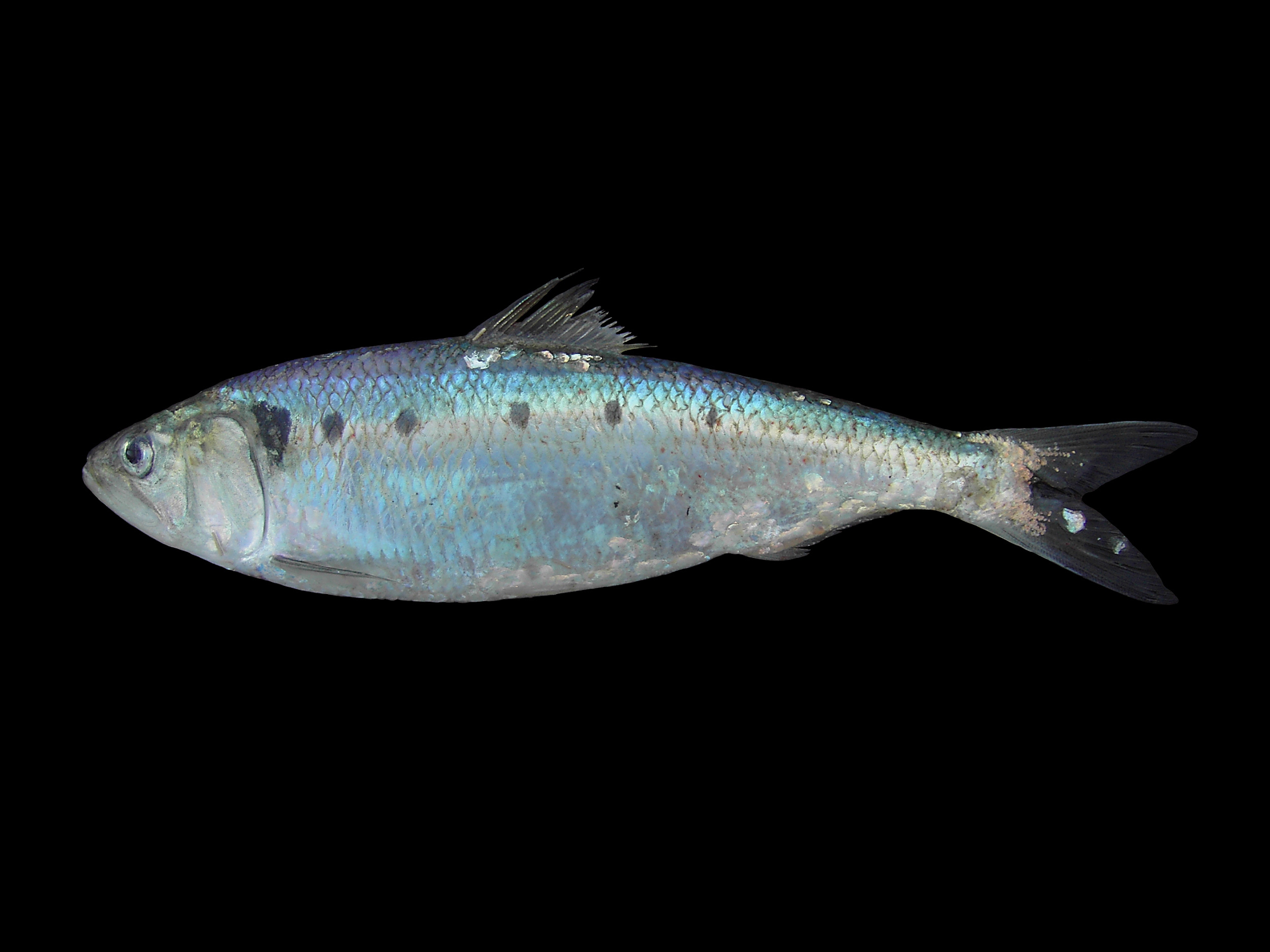
Alosa fallax

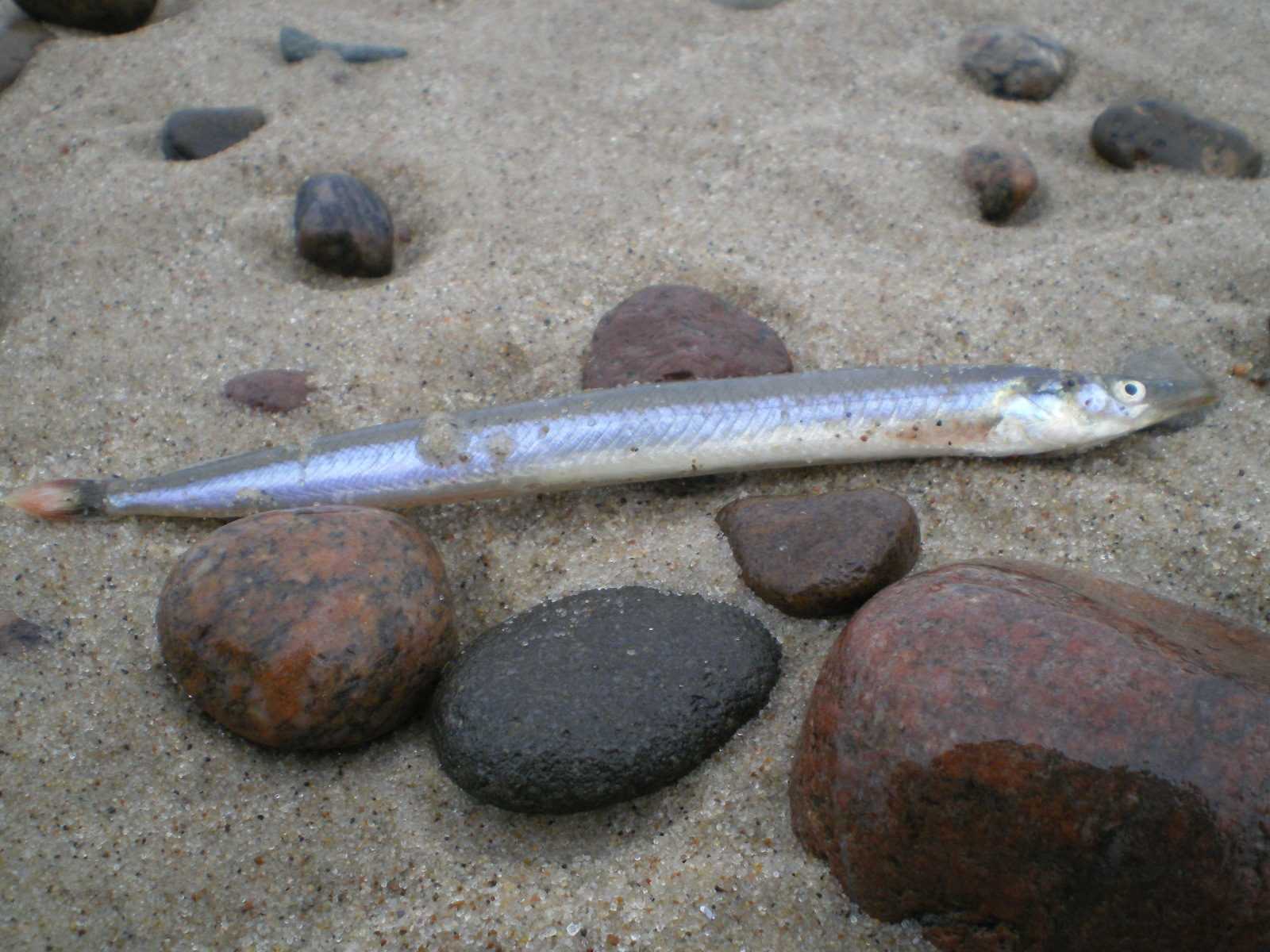
Trencavits (Ammodytes tobianus)

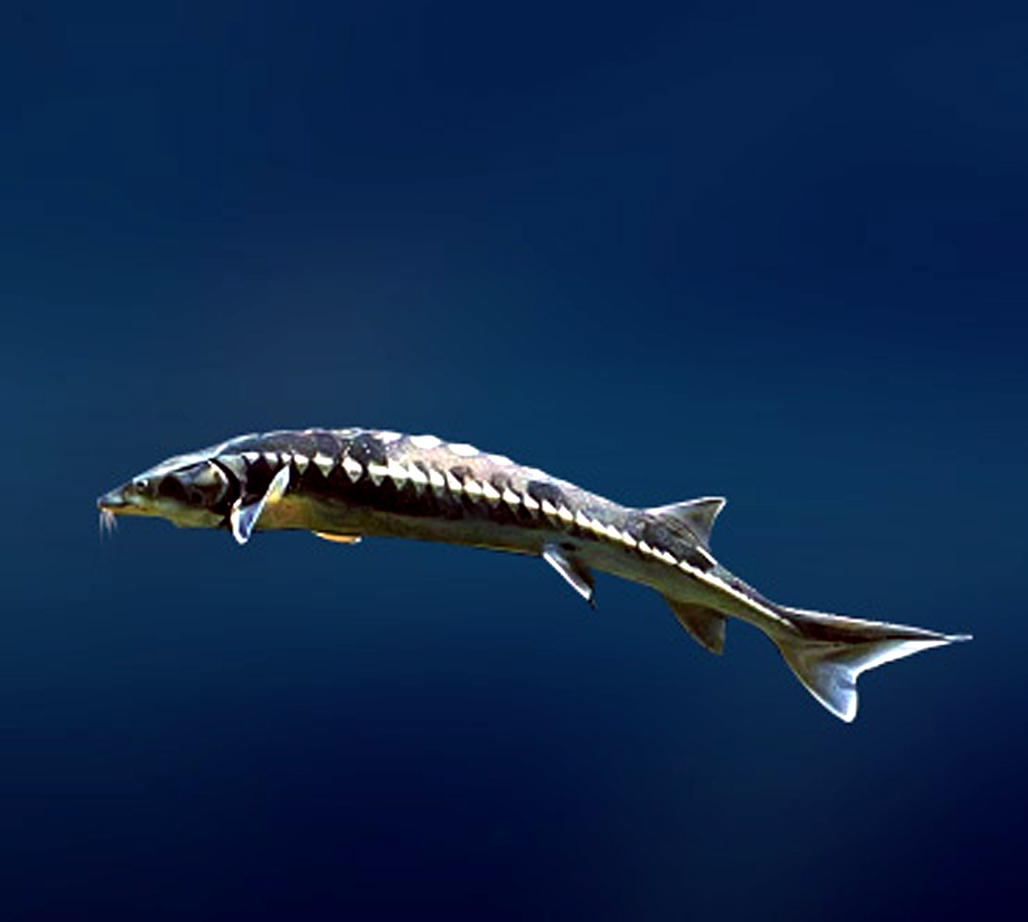
Esturió comú (Acipenser sturio)

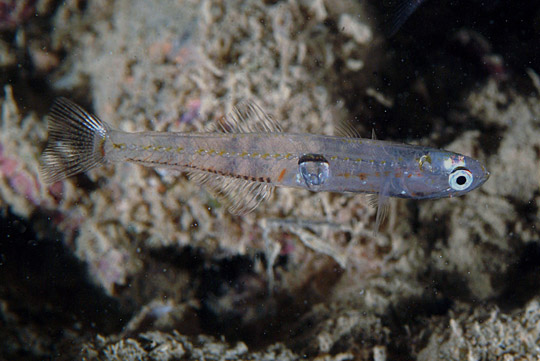
Xanguet (Aphia minuta)

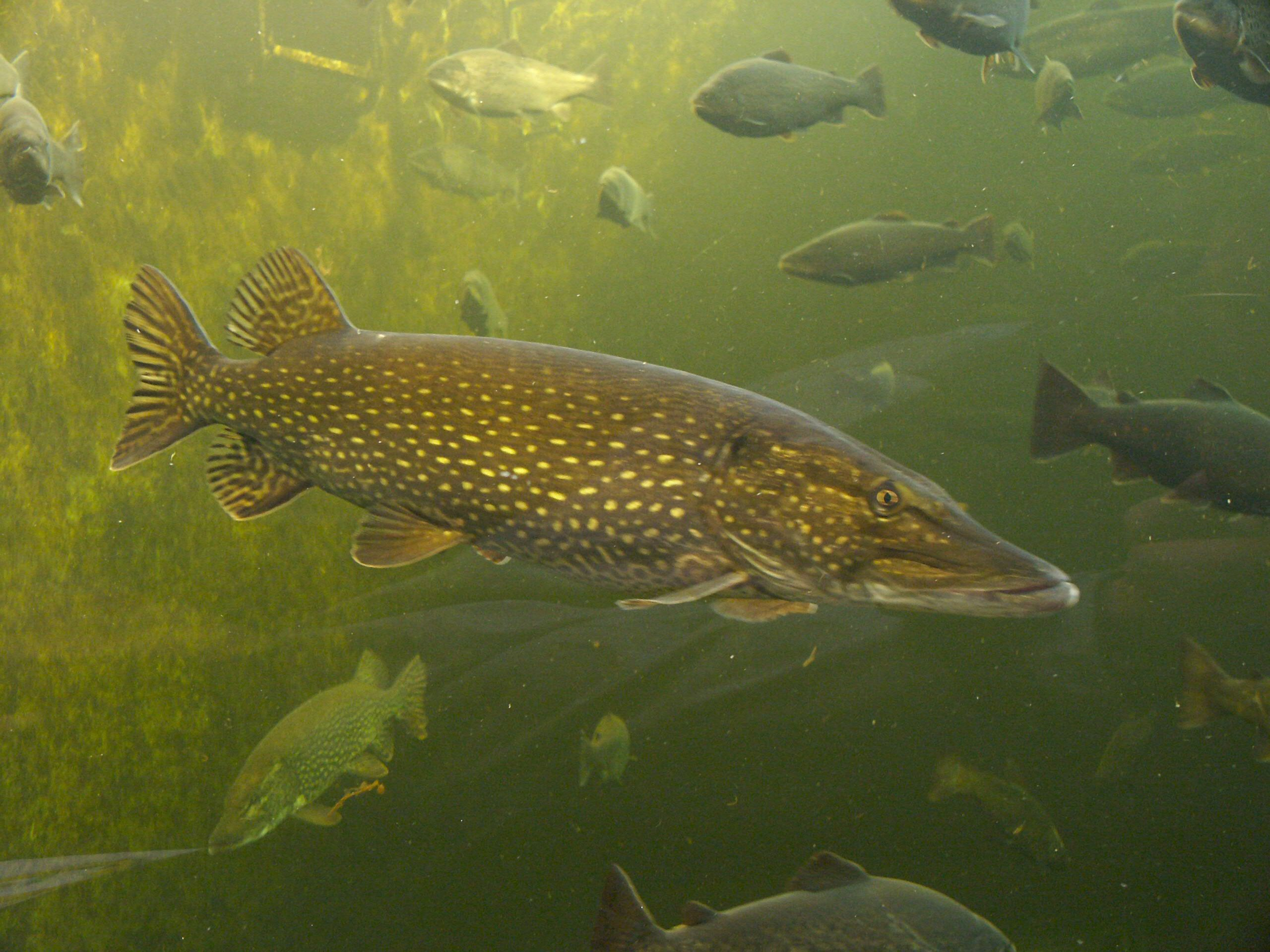
Lluç de riu (Esox lucius)

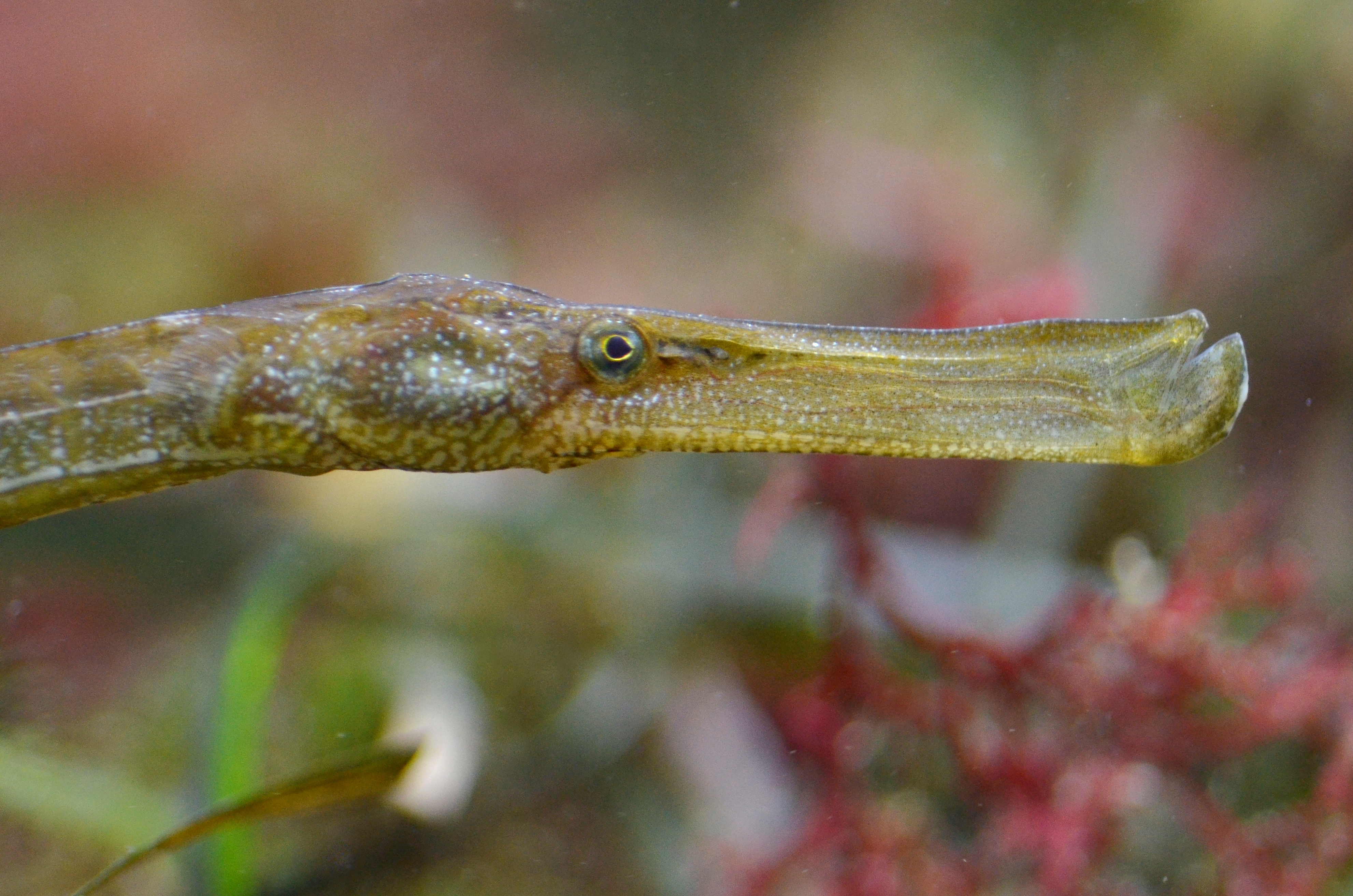
Serpentí (Syngnathus typhle)

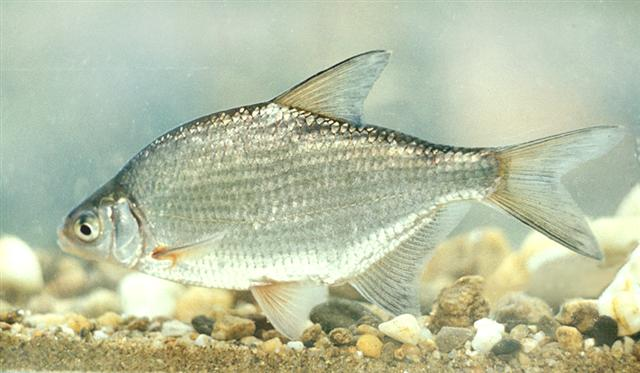
Blicca bjoerkna

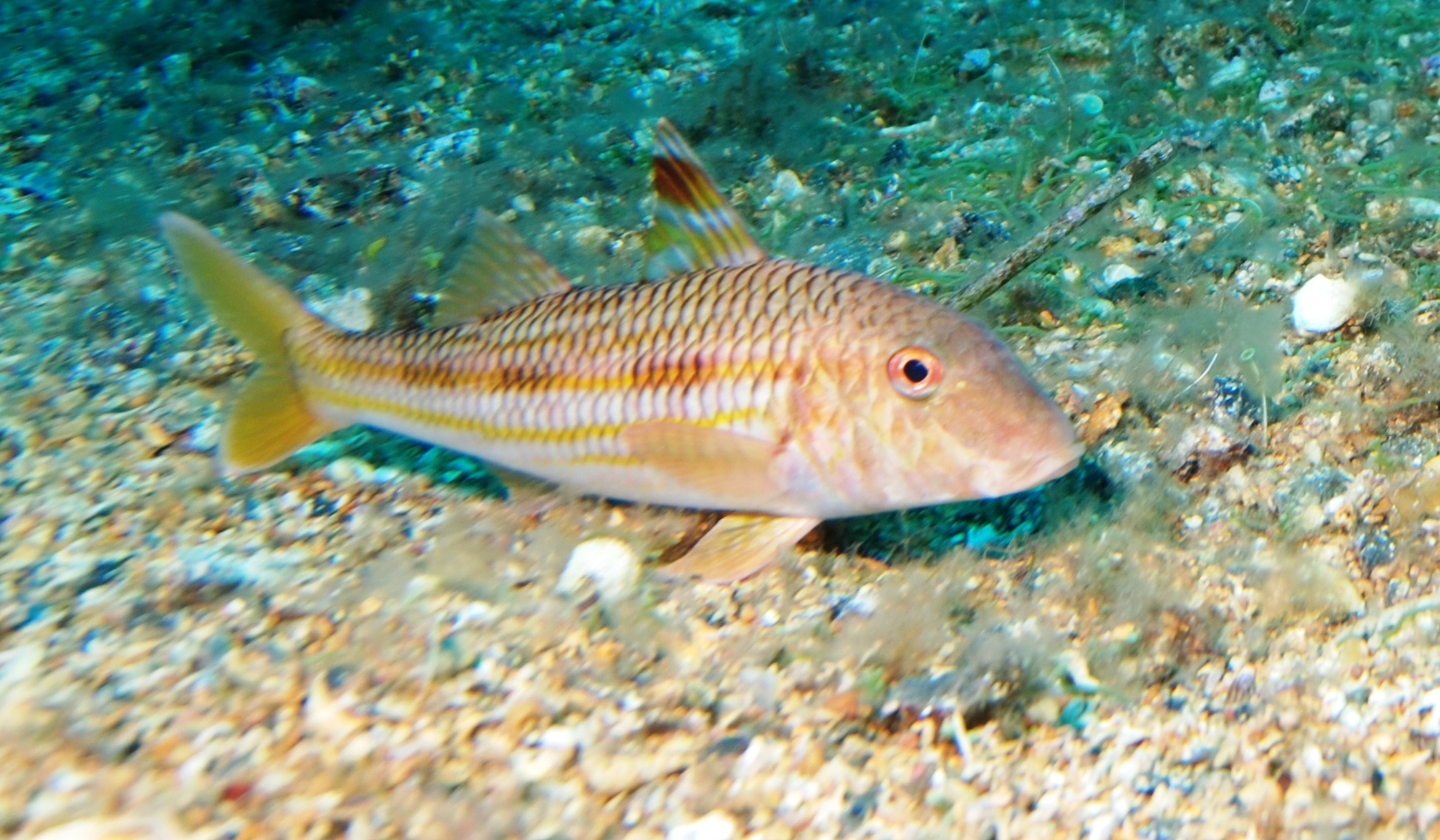
Moll de roca (Mullus surmuletus)

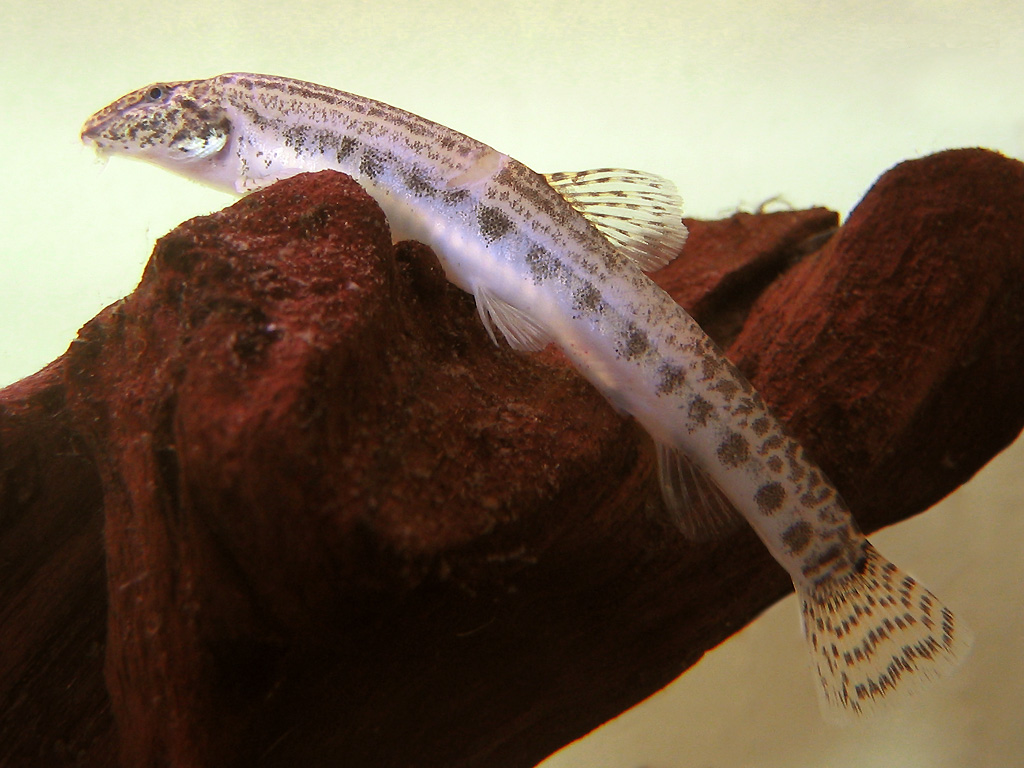
Gatet (Cobitis taenia)

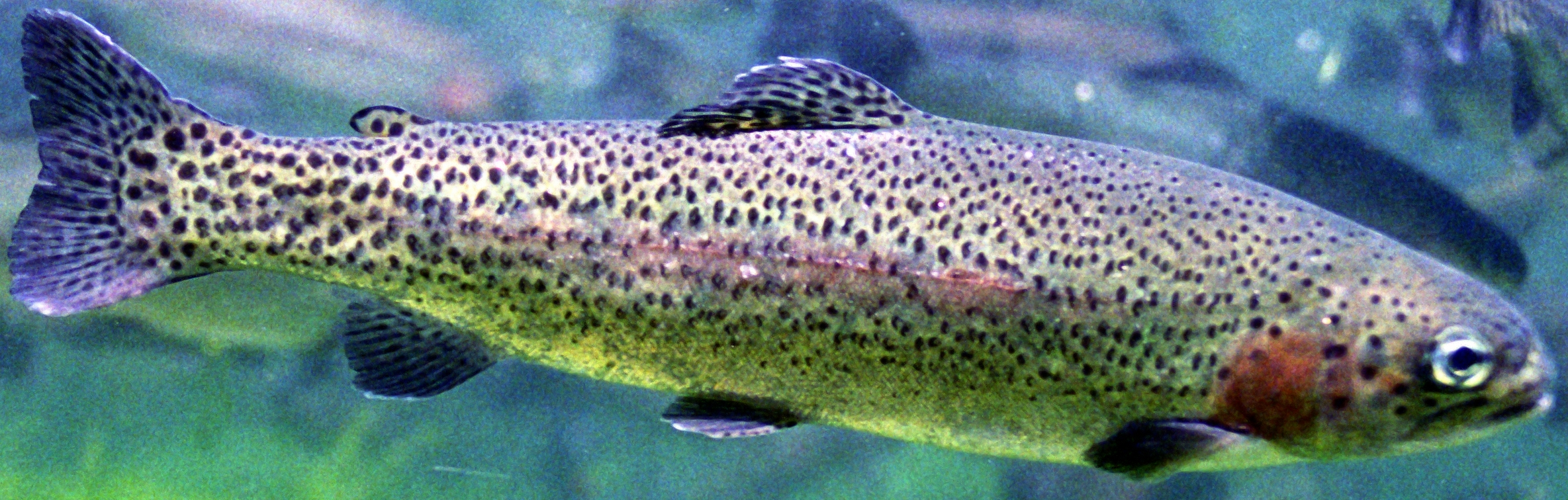
Truita arc de Sant Martí (Oncorhynchus mykiss)

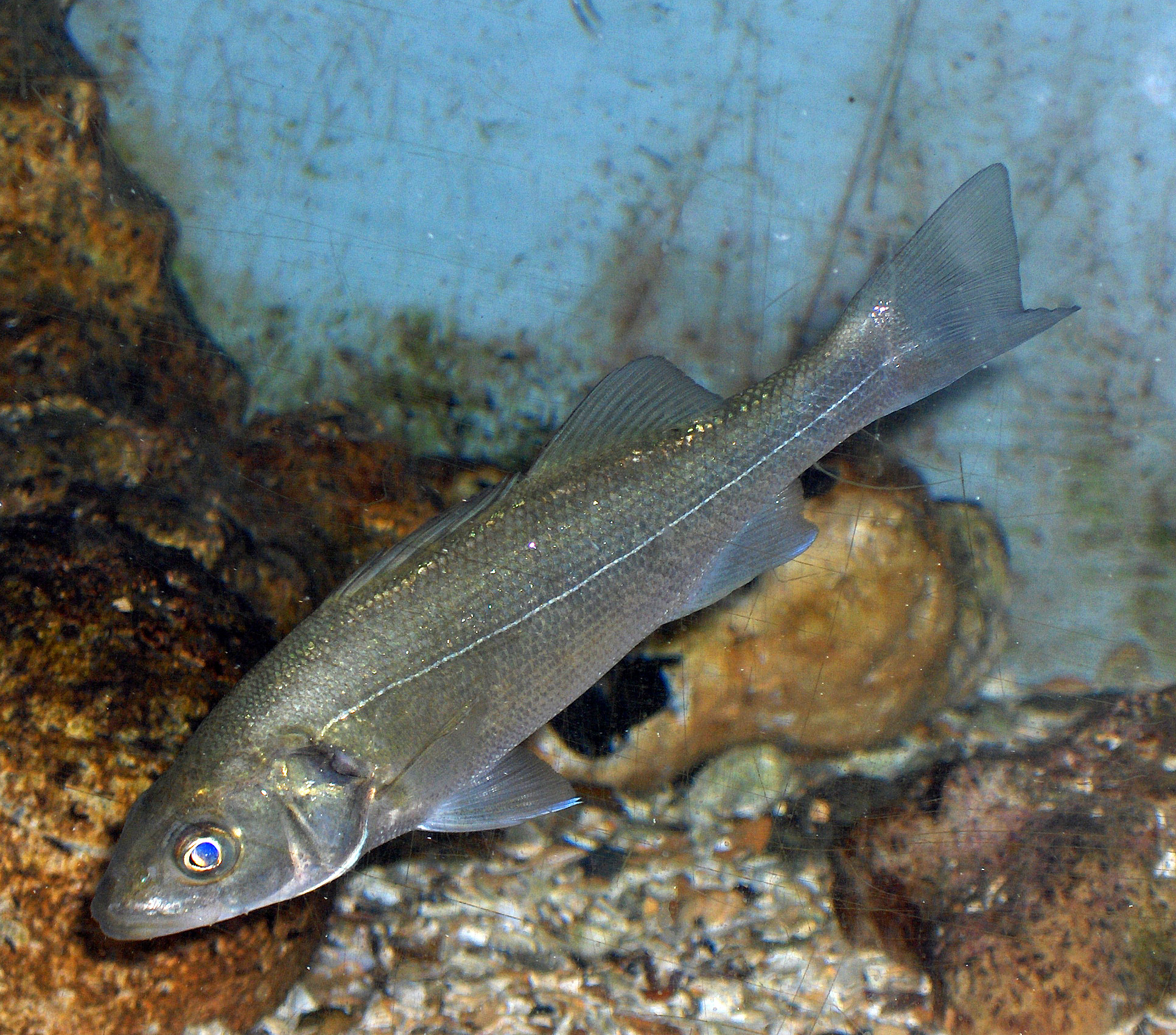
Llobarro (Dicentrarchus labrax)

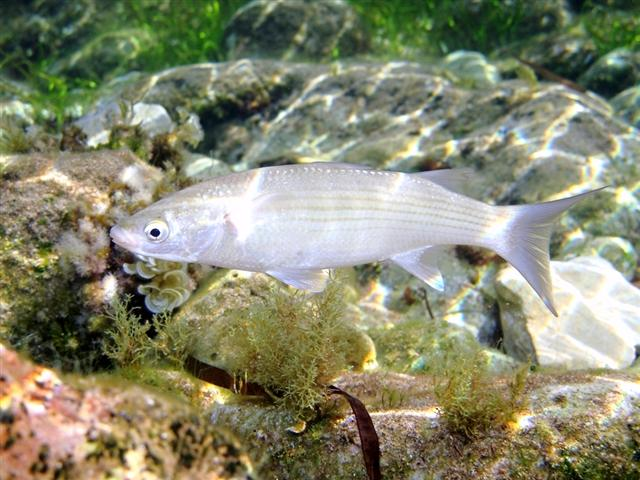
Llissa vera (Chelon labrosus)

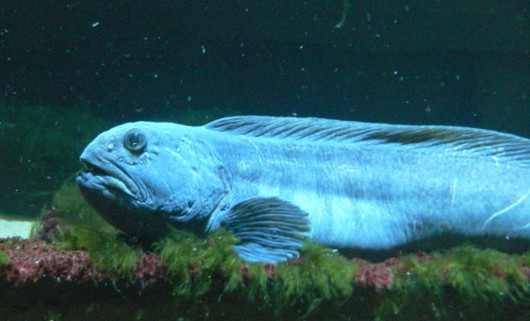
Anarhichas denticulatus

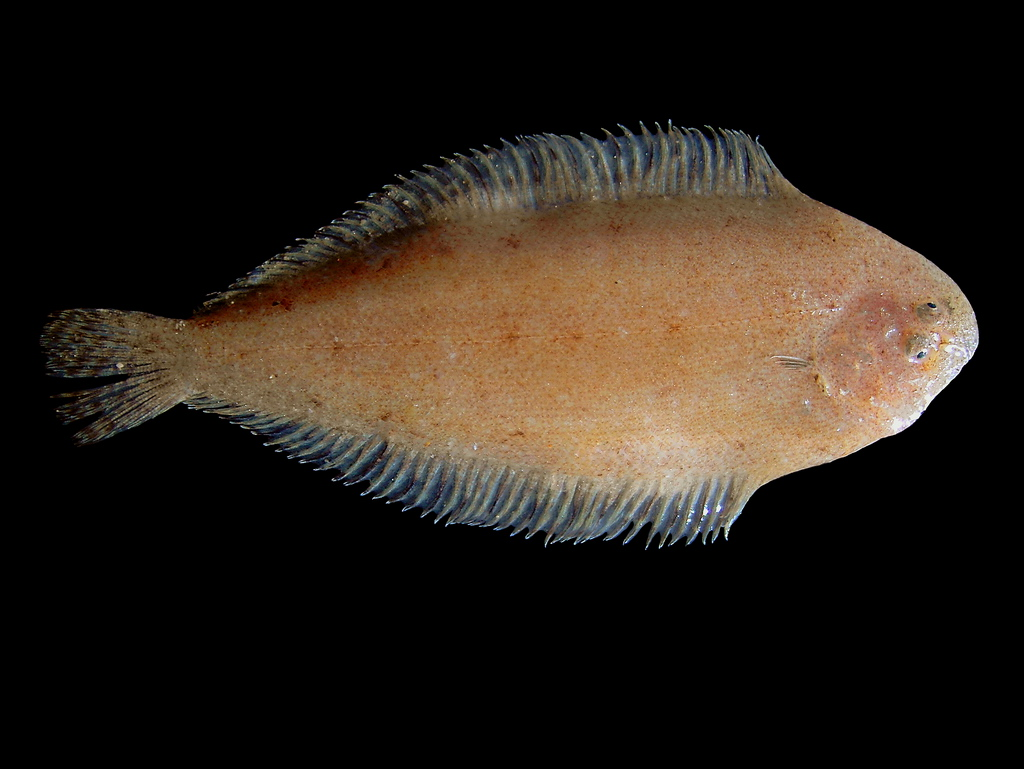
Palaí xic (Buglossidium luteum)

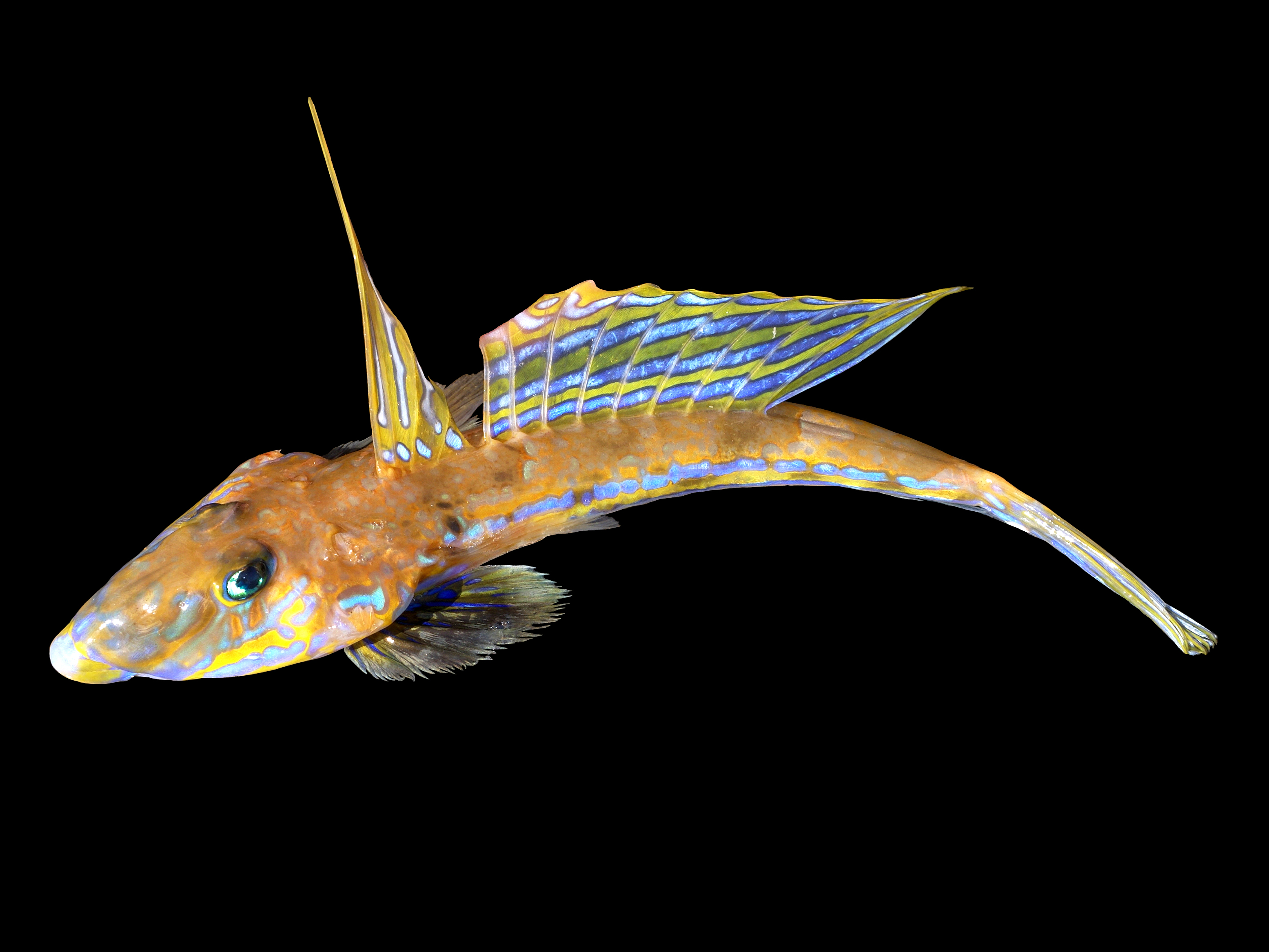
Dragó lira (Callionymus lyra)

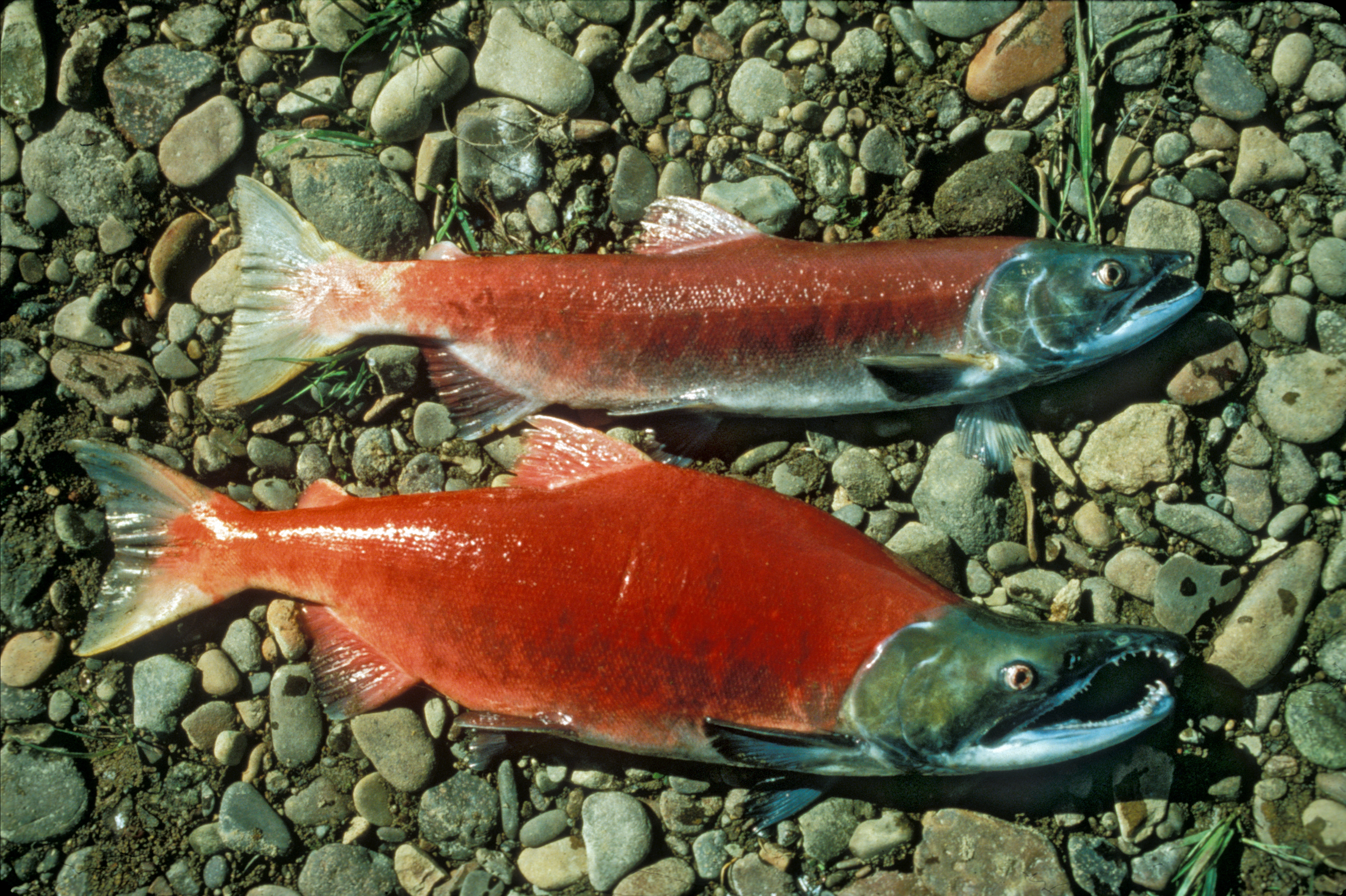
Salmó vermell (Oncorhynchus nerka)

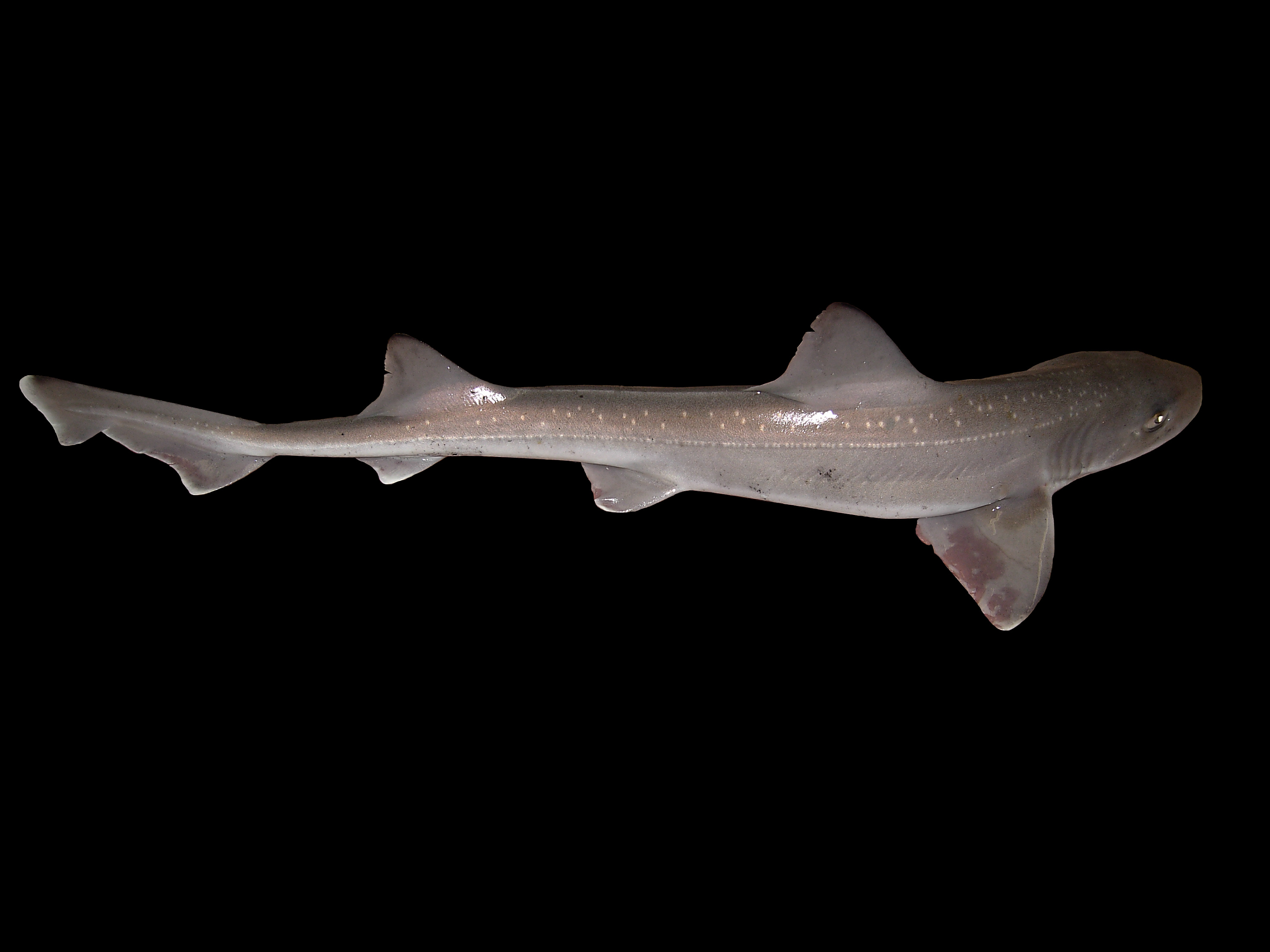
Mussola gravatja (Mustelus asterias)

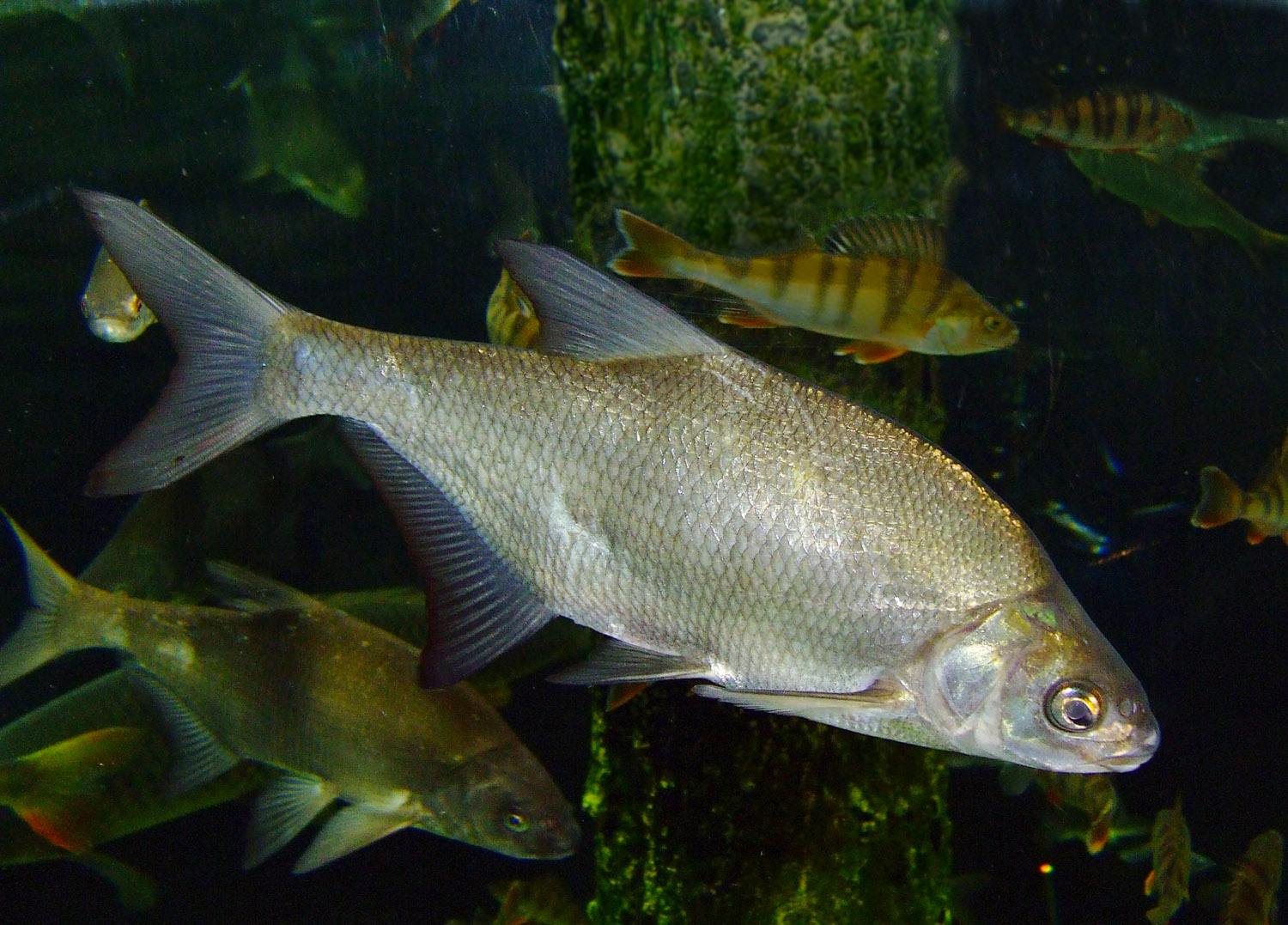
Brema (Abramis brama)

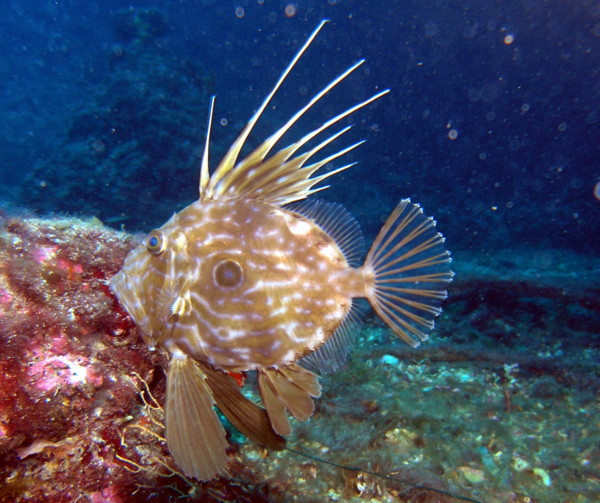
Gall de Sant Pere (Zeus faber)

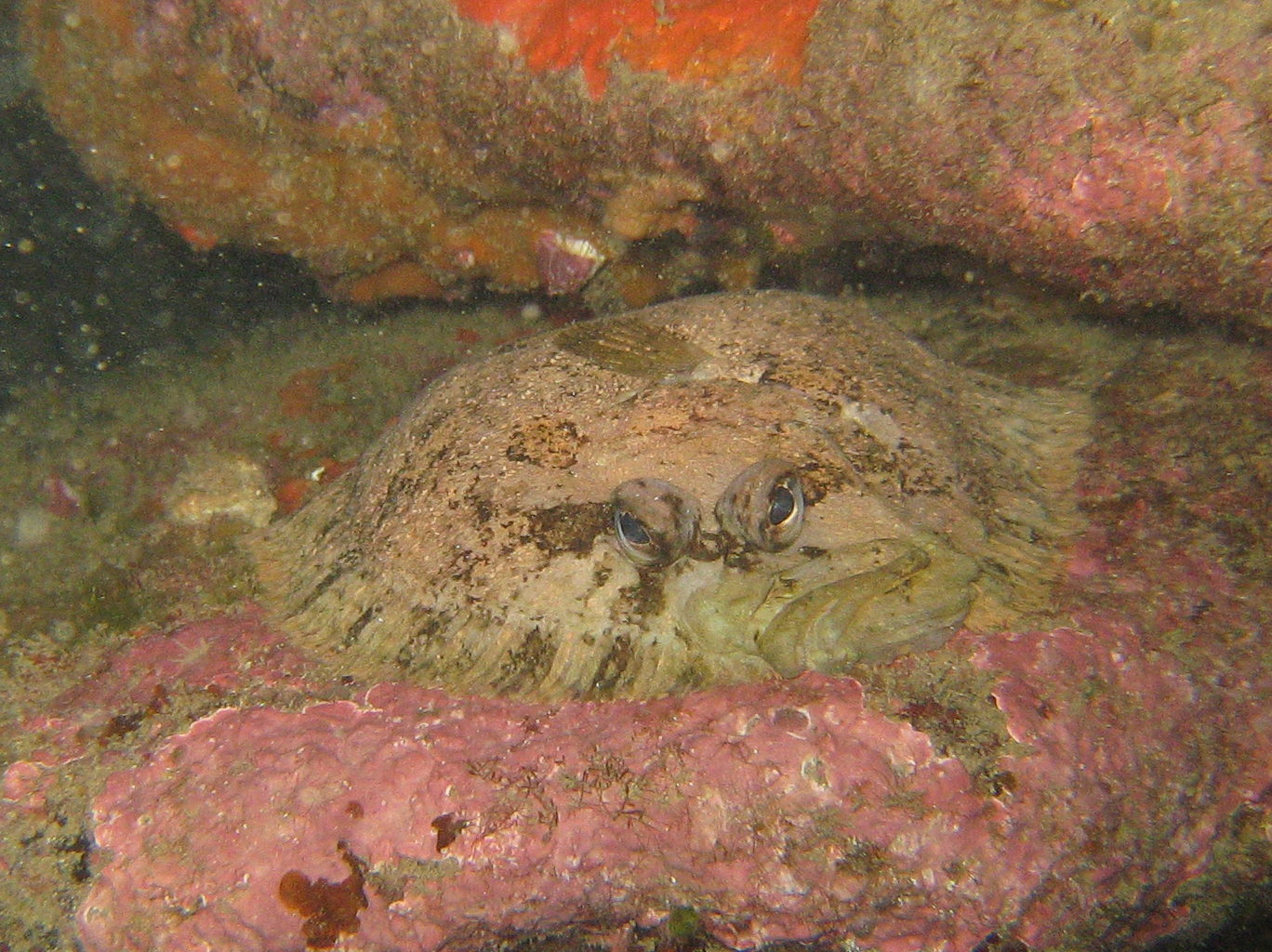
Rèmol de roca (Zeugopterus punctatus)

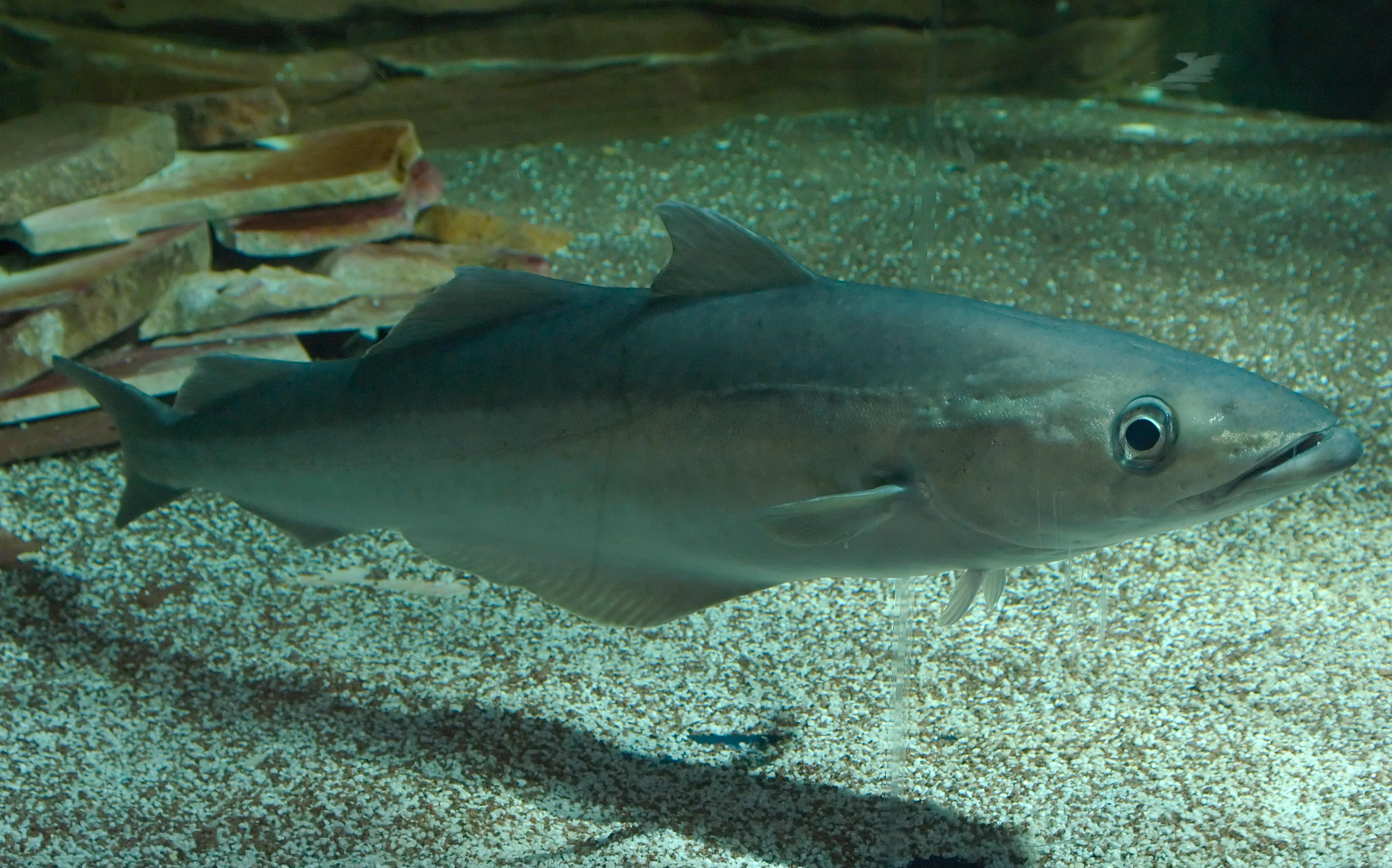
Abadejo (Pollachius pollachius)

Aquesta llista de peixos de Suècia -incompleta- inclou 244 espècies de peixos que es poden trobar a Suècia ordenades per l'ordre alfabètic de llur nom científic.

## A
- Abramis brama
- Acantholabrus palloni
- Acipenser baerii
- Acipenser gueldenstaedtii
- Acipenser ruthenus
- Acipenser sturio
- Agonus cataphractus
- Alburnus alburnus
- Alopias vulpinus
- Alosa alosa
- Alosa fallax
- Amblyraja radiata
- Ammodytes marinus
- Ammodytes tobianus
- Anarhichas denticulatus
- Anarhichas lupus
- Anarhichas minor
- Anguilla anguilla
- Aphia minuta
- Argentina silus
- Argentina sphyraena
- Argyropelecus olfersii
- Argyrosomus regius
- Arnoglossus laterna
- Artediellus atlanticus
- Auxis rochei

## B
- Balistes capriscus
- Ballerus ballerus
- Barbatula barbatula
- Belone belone
- Beryx decadactylus
- Blicca bjoerkna
- Boops boops
- Brama brama
- Brosme brosme
- Buglossidium luteum

## C
- Callionymus lyra
- Callionymus maculatus
- Canthidermis maculata
- Capros aper
- Carassius carassius
- Centrolabrus exoletus
- Centrolophus niger
- Cetorhinus maximus
- Chelidonichthys cuculus
- Chelidonichthys lucerna
- Chelon labrosus
- Chimaera monstrosa
- Chirolophis ascanii
- Ciliata mustela
- Clupea harengus
- Cobitis taenia
- Conger conger
- Coregonus maraena
- Coregonus maxillaris
- Coregonus megalops
- Coregonus nilssoni
- Coregonus pallasii
- Coregonus peled
- Coregonus trybomi
- Coregonus widegreni
- Coryphaenoides rupestris
- Cottus gobio
- Cottus koshewnikowi
- Cottus poecilopus
- Crystallogobius linearis
- Ctenolabrus rupestris
- Ctenopharyngodon idella
- Cyclopterus lumpus
- Cyprinus carpio

## D
- Dasyatis pastinaca
- Dicentrarchus labrax
- Diplecogaster bimaculata
- Dipturus batis
- Dipturus nidarosiensis
- Dipturus oxyrinchus

## E
- Enchelyopus cimbrius
- Engraulis encrasicolus
- Entelurus aequoreus
- Esox lucius
- Etmopterus spinax
- Euthynnus alletteratus
- Eutrigla gurnardus

## G
- Gadiculus argenteus
- Gadus morhua
- Gaidropsarus vulgaris
- Galeorhinus galeus
- Galeus melastomus
- Gasterosteus aculeatus
- Glyptocephalus cynoglossus
- Gobio gobio
- Gobius niger
- Gobiusculus flavescens
- Gymnocephalus cernua

## H
- Halobatrachus didactylus
- Helicolenus dactylopterus
- Hippoglossoides platessoides
- Hippoglossus hippoglossus
- Huso huso
- Hyperoplus lanceolatus
- Hypophthalmichthys molitrix
- Hypophthalmichthys nobilis

## I
- Icelus bicornis

## K
- Katsuwonus pelamis

## L
- Labrus bergylta
- Labrus mixtus
- Lamna nasus
- Lampetra fluviatilis
- Lampetra planeri
- Lampris guttatus
- Lebetus scorpioides
- Lepidopus caudatus
- Lepidorhombus whiffiagonis
- Leptoclinus maculatus
- Lesueurigobius friesii
- Leucaspius delineatus
- Leuciscus aspius
- Leuciscus idus
- Leuciscus leuciscus
- Leucoraja fullonica
- Leucoraja naevus
- Limanda limanda
- Liparis liparis
- Liparis montagui
- Liparis montagui
- Liza aurata
- Liza ramada
- Lophius piscatorius
- Lota lota
- Lumpenus lampretaeformis
- Lycenchelys sarsii

## M
- Macroramphosus scolopax
- Magnisudis atlantica
- Malacocephalus laevis
- Maurolicus muelleri
- Melanogrammus aeglefinus
- Merlangius merlangus
- Merluccius merluccius
- Micrenophrys lilljeborgii
- Micromesistius poutassou
- Microstomus kitt
- Mola mola
- Molva dypterygia
- Molva molva
- Mullus surmuletus
- Mustelus asterias
- Myliobatis aquila
- Myoxocephalus quadricornis
- Myoxocephalus scorpius
- Myxine glutinosa

## N
- Naucrates ductor
- Nemichthys scolopaceus
- Neogobius melanostomus
- Nerophis lumbriciformis
- Nerophis ophidion
- Nesiarchus nasutus
- Notoscopelus kroyeri

## O
- Oblada melanura
- Oncorhynchus clarkii
- Oncorhynchus gorbuscha
- Oncorhynchus kisutch
- Oncorhynchus mykiss
- Oncorhynchus nerka
- Orcynopsis unicolor
- Osmerus eperlanus
- Oxynotus centrina

## P
- Pagellus acarne
- Pagellus bogaraveo
- Pagellus erythrinus
- Pelecus cultratus
- Perca fluviatilis[1]
- Petromyzon marinus
- Pholis gunnellus
- Phoxinus phoxinus
- Phrynorhombus norvegicus
- Phycis blennoides
- Platichthys flesus
- Pleuronectes platessa
- Pollachius pollachius
- Pollachius virens
- Polyprion americanus
- Pomatoschistus microps
- Pomatoschistus minutus
- Pomatoschistus pictus
- Prionace glauca
- Pterycombus brama
- Pungitius pungitius

## R
- Raja clavata
- Rajella lintea
- Raniceps raninus
- Regalecus glesne
- Rutilus rutilus

## S
- Salmo salar[2]
- Salmo trutta
- Salvelinus alpinus alpinus
- Salvelinus fontinalis
- Salvelinus lepechini
- Salvelinus namaycush
- Salvelinus umbla
- Sander lucioperca
- Sarda sarda
- Sardina pilchardus
- Schedophilus medusophagus
- Scomber scombrus
- Scomberesox saurus
- Scophthalmus maximus
- Scophthalmus rhombus
- Scyliorhinus canicula
- Scyliorhinus stellaris
- Sebastes norvegicus
- Sebastes viviparus
- Silurus glanis
- Solea solea
- Somniosus microcephalus
- Spinachia spinachia
- Spondyliosoma cantharus
- Sprattus sprattus
- Squalius cephalus
- Squalus acanthias
- Squatina squatina
- Symphodus melops
- Syngnathus acus
- Syngnathus rostellatus
- Syngnathus typhle

## T
- Taurulus bubalis
- Thorogobius ephippiatus
- Thunnus thynnus
- Thymallus thymallus
- Tinca tinca
- Trachinotus ovatus
- Trachinus draco
- Trachipterus arcticus
- Trachurus trachurus
- Trigla lyra
- Trigloporus lastoviza
- Triglops murrayi
- Trisopterus esmarkii
- Trisopterus luscus
- Trisopterus minutus

## V
- Vimba vimba

## X
- Xiphias gladius

## Z
- Zeugopterus punctatus
- Zeus faber
- Zoarces viviparus[3]